# 箒川

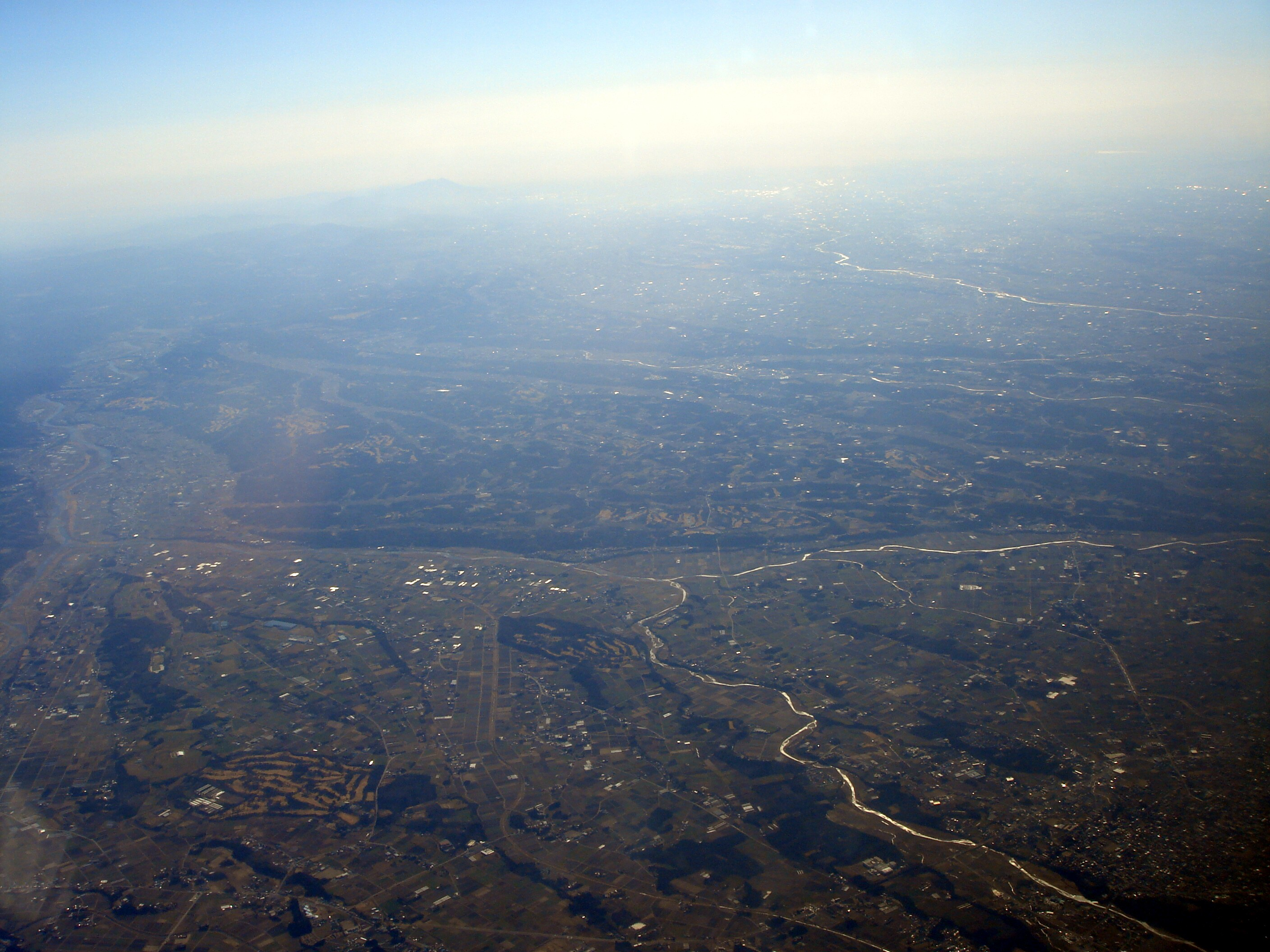
手前蛇尾川が那須野が原扇状地の縁を流れる箒川に合流する。大田原市上空よりさくら市方向を望む。

箒川（ほうきがわ）は、栃木県の那須野が原南縁を流れる那珂川水系の一級河川である。

## 地理
大佐飛山地の南西に位置する栃木県那須塩原市上塩原の白倉山付近に源を発し、大佐飛山地と高原山の間に塩原渓谷を形成しながら塩原地区を南東に流れる。
塩原渓谷の川沿いの谷間には温泉が点在しており、塩原温泉郷として知られる。また塩原温泉郷の終端から下流域は塩原渓谷の中でも特に深い峡谷となっており、潜竜峡と呼ばれている。潜竜峡の下流部には塩原ダムが形成する塩原湖がある。
平地に流れ出た後は扇状地那須野が原の南の縁を成しながら緩やかに下り、大田原市佐良土と那須郡那珂川町小川の境界で那須野が原の北の縁を成す那珂川に合流する。

## 流域の自治体
栃木県
那須塩原市、矢板市、大田原市、那須郡那珂川町

## 支流
- 鹿股川
- 蛇尾川
- 巻川

鹿股川は高原山のカルデラを水源とする支流で、幾つかの滝を経由しながら塩原温泉郷内で右支流として合流する。塩原温泉郷周辺の箒川本流や鹿股川をはじめとする支流には無数の滝が点在し、そのうち特に美しいとされる竜化の滝・布滝、回顧の滝・咆哮の滝・霹靂の滝・雷霆の滝・素練の滝・雄飛の滝・洗心の滝・七滝は塩原十名瀑と呼ばれている。
蛇尾川は那須野が原扇状地の中央部を流れる支流で、この川は扇状地上では水が伏流し大雨の時以外は表流水が流れない水無川となるが、扇状地を抜けた地点で再湧水し、その後左支流として合流する。巻川は扇状地の扇端部から湧水する川で、蛇尾川より下流で合流する。蛇尾川支流熊川や巻川用水の源流となっている小巻川・大巻川は、巻川とは流路の異なる別の川である。

## 河川施設
- 塩原ダム
- 箒川ダム

## 箒川の画像

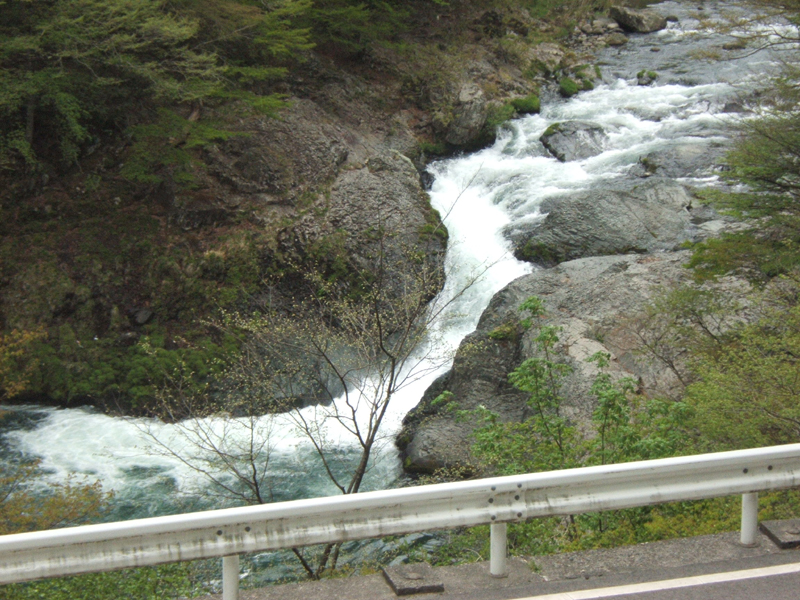
箒川本流にかかる布滝。落差は7m程度[4]だが水量豊富な滝で、塩原十名瀑の一つ。
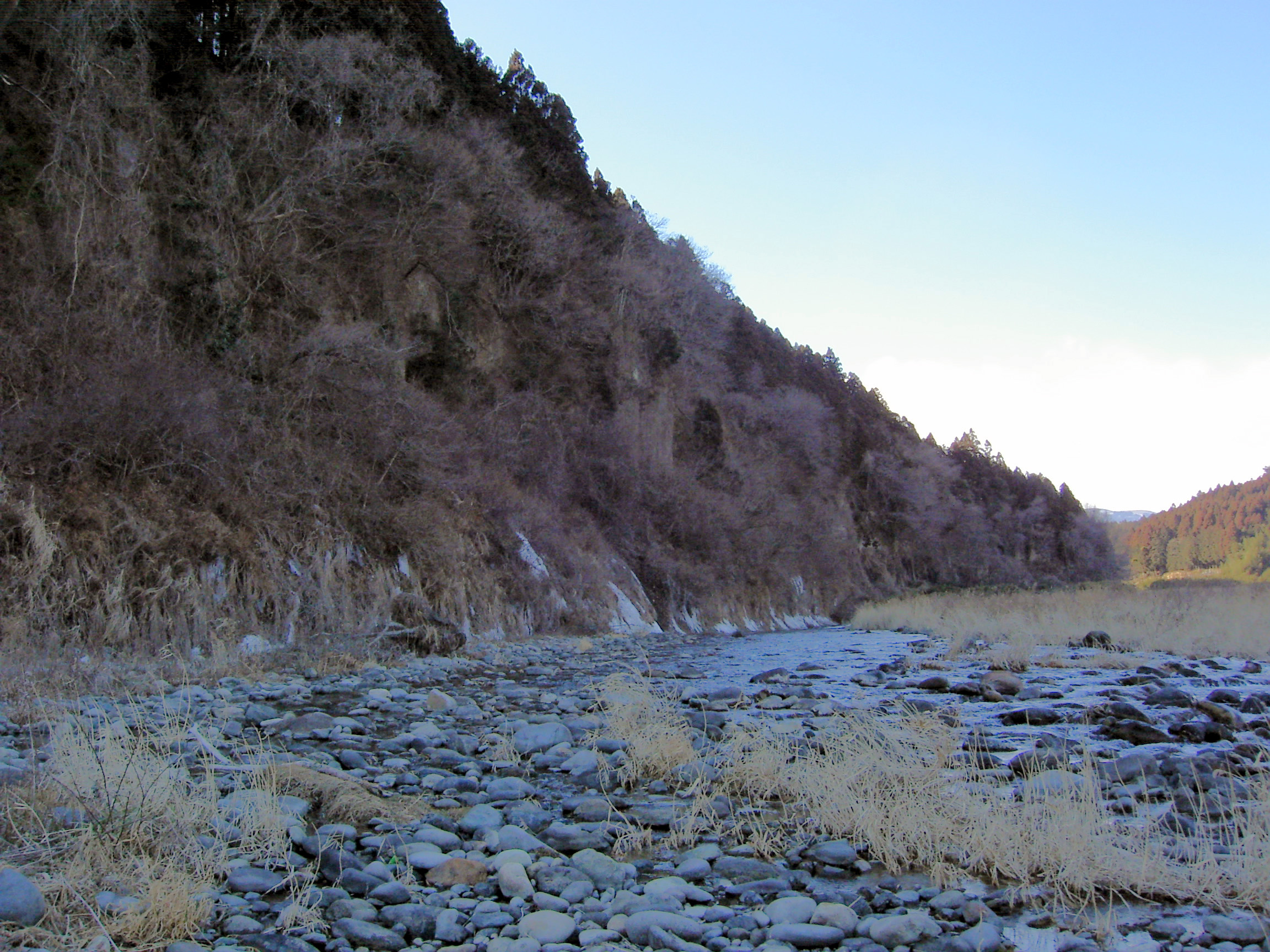
十二御前を望む箒川の川原。
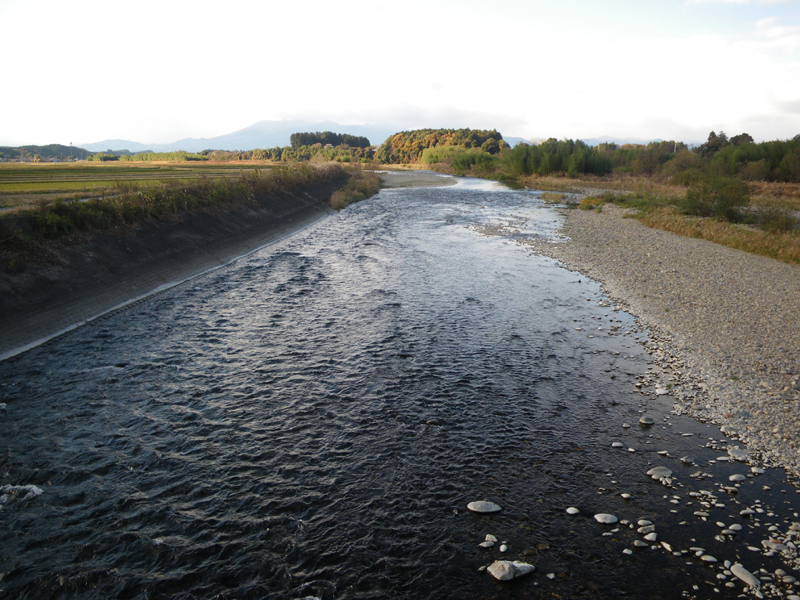
那須野が原を流れる下流域の箒川。